# Heinz Kreißel
Heinz Kreißel (* 28. Dezember 1934; † 10. Februar 2021) war ein deutscher Fußballspieler. Der zumeist als linker Außenläufer im damaligen WM-System eingesetzte Spieler hat von 1956 bis 1963 in der erstklassigen Fußball-Oberliga Süd 78 Ligaspiele mit elf Toren für den 1. FC Nürnberg absolviert. Mit dem „Club“ gewann er 1961 die deutsche Fußballmeisterschaft.

## Karriere

### Spieler
Kreißel wechselte 1956 vom TSV Johannis Nürnberg zum 1. FC Nürnberg. Für den Club spielte er in der Oberliga Süd. In der Oberliga debütierte der kleine Außenläufer ausgerechnet im Lokalderby am 30. September 1956 gegen die SpVgg Fürth. Nürnberg verlor das Heimspiel mit 2:7 gegen das „Kleeblatt-Team“. Kreißel bildete dabei auf Linksaußen mit dem Halbstürmer Josef Zenger den linken Flügel und in der Abwehr agierten Torhüter Eduard Schaffer, die Verteidiger Karl Bundschuh und Kurt Ucko sowie die Läuferreihe mit Max Morlock, Adolf Knoll und Walter Zeitler. Im Rundenverlauf steigerte sich das Team von Trainer Franz Binder aber gewaltig und gewann 1957 die Südmeisterschaft. Kreißel hatte dabei in 25 Ligaspielen mitgewirkt und vier Tore erzielt. In der anschließenden Endrunde um die deutsche Meisterschaft kam er in den drei Gruppenspielen gegen den 1. FC Saarbrücken (2:2), Hamburger SV (1:2) und Duisburger SpV (2:2) jeweils als linker Außenläufer zum Einsatz und hatte beim Spiel gegen Saarbrücken ein Tor erzielt.
Seine größten Erfolge feierte er unter Trainer Herbert Widmayer. Im Jahre 1961 gewann er mit seinen Mitspielern die deutsche Fußballmeisterschaft. Kam aber im Finale gegen Borussia Dortmund nicht zum Zuge. In den Gruppenspielen der Endrunde war er aber gegen Hertha BSC (2:0), 1. FC Köln (3:3) und nochmals gegen die Hertha (3:3) jeweils als linker Außenläufer zum Einsatz gekommen. Im Folgejahr 1962 wurde ebenfalls das Finale erreicht, Kreißel kam wieder nicht zum Zuge, er hatte in der Oberliga auch nur noch in drei Spielen seinen Anteil am erneuten Gewinn der Südmeisterschaft gehabt. Doch das Jahr 1962 hatte noch einen Höhepunkt für Kreißel, er gewann den DFB-Pokal. Auch hier kam er im Finale nicht zum Einsatz, wirkte aber beim entscheidenden Spiel um die süddeutsche Pokalmeisterschaft am 3. Juni 1962 bei einem 3:1-Erfolg gegen die TSG Ulm 1846 mit (1 Tor), wodurch der „Club“ sich für die Hauptrunde um den DFB-Pokal qualifizierte. Im letzten Jahr der erstklassigen Oberliga Süd, 1962/63, hatte Kreißel lediglich noch einen Einsatz vorzuweisen, den am 9. September 1962, bei einem 9:1-Heimerfolg gegen den BC Augsburg. Er verwandelte einen Freistoß und unterstrich damit seine Spezialität des Elfmeter- und Freistoßschützen.
Nachdem die Bundesliga eingeführt worden war, absolvierte er lediglich ein Spiel für Nürnberg, bei der 2:3-Heimniederlage am 11. Januar 1964 gegen Hertha BSC. Vor Torhüter Roland Wabra, den Verteidigern Karl-Heinz Ferschl und Fritz Popp, hatte er mit Horst Leupold und Ferdinand Wenauer die Läuferreihe gebildet. Er war durch das Fehlen von Reinhold Gettinger, Max Morlock und Stefan Reisch in die Mannschaft gerückt. Hertha-Linksaußen Horst Waclawiak erzielte alle drei Berliner Treffer. Durch das Nachrücken in den Spielerkader von Ferdinand Wenauer, Heinz Strehl, Paul Derbfuß, Gustav Flachenecker, Helmut Hilpert, Kurt Haseneder, Tasso Wild und insbesondere Stefan Reisch auf der linken Außenläuferposition, war die Chance auf die Stammelf für Kreißel immer mehr geschrumpft.